# Molophilus (Molophilus) variatus
Molophilus (Molophilus) variatus is een tweevleugelige uit de familie steltmuggen (Limoniidae). De soort komt voor in het Neotropisch gebied.